# Stadio Italiano de Santiago
El Stadio Italiano de Santiago es un club social y deportivo ubicado en la comuna de Las Condes, en Santiago, fundado en 1941 por miembros de la colonia italiana en Chile.

## Historia
En 1941 Dante Lepori, en conjunto con otros inmigrantes y miembros de la colectividad italiana residente en Chile, fundaron el club para tener un lugar donde reunir a los integrantes de la colonia, y mantener vivas sus tradiciones. Las primeras reuniones para la creación de la institución se llevaron a cabo en el Audax Italiano y en la Società di mutuo soccorso L’Umanitaria e L’Italia riunite, mientras que el primer sitio de encuentro oficial fue el Fundo El Carmen, ubicado en Las Condes. Las primeras instalaciones deportivas fueron las canchas de bochas y de tenis, y en los años 1960 comenzó la edificación de una piscina y canchas de voleibol.
El Stadio Italiano cuenta con 11 ramas deportivas, 2 piscinas temperadas, 13 canchas de tenis y un gimnasio.